# Frank Czuri
Frank Czuri (nació el 8 de septiembre de 1948) es un vocalista (tenor), artista y compositor americano que lleva cantando profesionalmente desde los 14 años. Trabaja en todos los géneros, y es conocido por ser el cantante principal de dos grupos populares de rock de Pittsburgh, The Silencers y Diamond Reo. Desde 2013 ha estado tocando con el grupo legendario de doo-wop, Jimmy Beaumont & The Skyliners. También lidera una formación reunida de la banda pionera de rock/R&B de Pittsburgh, The Igniters, con los cuales él comenzó su carrera de grabación. Czuri ha interpretado en muchos LP, CD, y sencillos lanzados en todo el mundo.

## Primeros años - The Igniters y Friends
Frank Czuri se crio en Pittsburgh, PA, suburbio de Penn Hills. Fue inspirado para convertirse en un artista después de ver un show estelar en vivo con grandes del R&B/soul como Frankie Lymon, Little Anthony, Bo Diddley, y Clyde McPhatter. A los 14 años, su amigo de la infancia Bob McKeag (también conocido como Bubs McKeg) lo invitó para unirse a su banda popular The Igniters como cantante principal. Luego de algunos años, Atlantic Records se fijó en ellos y fichó al Frank de 18 años y a sus compañeros de banda para su sello discográfico. Como Jimmy Mack y the Music Factory, ellos grabaron un sencillo del Top 40, Baby, I Love You y en la cara B, The Hunter Gets Captured by the Game – ambos con Frank como voz principal. Se rumorea que la banda era la segunda de rock en conseguir una firma de la disquera de blues/R&B — justo después de The Young Rascals. Frank y sus compañeros de banda Igniters también lanzaron el sencillo de Atlantic Gonna Try, y en la cara B, Goodbye Mama bajo el nombre Friends.

## The Jaggerz y Diamond Reo
En 1970, Frank fue el vocalista y pianista durante un período de 4 años de The Jaggerz, la banda de Pittbsburgh que había conseguido que su hit The Rapper llegara al Top Ten en 1969.
En 1974 pasó a ser el vocalista de la banda de hard rock Diamond Reo, cuyos miembros incluían al guitarrista Bubs McKeg, guitarrista Warren King, bajista Norman Nardini, y el baterista Rob Johns. Trabajando con el productor/mánager Dave Shaffer y el productor Tom Cossie, la banda firmó un contrato con la subsidiaria de Atlantic Big Tree Records, y lanzó un hit cover que llegó al Top 40 de Ain’t That Peculiar de Marvin Gaye, en diciembre de 1974. Lanzaron cuatro sencillos más y tres LP durante 1978. Una revista de rock británica una vez llamó a Diamond Reo “el mejor LP de heavy metal para escapar de los EE.UU. en años.” Los conciertos de Frank con la banda lo llevó a lugares por todas partes - desde estadios con bandas como Kiss y Aerosmith, hasta la “habitación de arriba” del infame apartamento de Nueva York de Warhol, Max’s Kansas City. El 15 de febrero de 1975, él apareció con Diamond Reo interpretando “Ain’t That Peculiar” y “Movin’ on” en Dick Clark’s American Bandstand, en la temporada 18, episodio 19. El primero de enero de 1965, en un artículo en el Pittsburgh Post-Gazette, la compositora Mike Kalina llamó a Frank el mejor cantante de rock de la región y Diamond Reo la mejor banda de rock local de 1974.

## The Silencers
En 1979, Frank empezó a producir demos de música original para Tom Cossie’s Precision Records, una subsidiaria de CBS Records. Pronto, estaba hablando con Warren King sobre formar una nueva banda que se llamara The Silencers, y juntos reclutaron a a Dennis Takos en el teclado, Mike Pella en el bajo, y Ron “Byrd” Foster en la batería. Antes de que hubieran tocado su primer concierto, Cossie se las había arreglado para conseguirles un trato de un álbum con dos canciones con Precisión, basado únicamente en los demos de la banda. Pronto, The Silencers se convirtió en la banda de rock más polémica en la región de Pittsburgh con sus covers estridentes y su material original que combinaba rock, New Wave, R&b, soul y reggae. Su primer LP, Rock’n’Roll Enforcers fue producido por Bob Clearmountain y contenía dos sencillos. Un video de la mezcla de the Silencers “Petter Gunn Theme/Remote Control/Illegal” fue transmitido por MTV el día que la cadena se estrenó – 1 de agosto de 1981 - y ganó varios premios. Billboard Magazine dijo de Rock'n'Roll Enforcers:

The Silencers están armados con un debut contundente. Teniendo como vocalista principal a la voz agresiva de Frank Czuri…the Silencers muestran un mando asombroso de la historia del rock… Este es rock severo que va para la yugular.
Billboard Magazine

El segundo álbum de la banda, Romanic, incluía dos sencillos. (Ver la discografía abajo).

## Pure Gold
En 1985, Frank se embarcó en un camino musical diferente cuando se unió al conjunto popular de R&B/doo-wop de Pittsburgh, Pure Gold. Durante sus 25 años con el grupo, él apareció en la American Music Series de PBS interpretando clásicos como Sh-Boom y Long Tall Girl, y le hizo coros a artistas como Jerry Butler, Gene Chandler, Mel Carter, Barbara Mason, Barbara Lewis, Percy Sledge, Sam Moore, entre otros.

## The Igniters - Reunidos
En 2003, Bubs McKeg decidió organizar un show de reunión e invitó a Frank a unirse a su formación. Ese año interpretaron el primero de cuatro shows de reunión agotados que atrajo un total de 3.000 fanes leales por todo EE. UU. Fortificados de nuevo, se reunieron permanentemente en 2010, y han estado tocando en festivales, clubes y casinos por toda la región triestatal.

## Trabajo actual - Jimmy Beaumont & The Skyliners
Desde 2013, Frank ha estado tocando y de gira con Jimmy Beaumont & the Skyliners, el grupo que grabó el exitoso hit de 1958 Since I Don't Have You. Él también está en marcha con el conjunto de doo-wop/Motown llamado Dancing in the Street (de Producciones Latshaw), y estará cantando en una revisión de Christmas Memories más tarde este año.

## Vida personal
En 2010, Frank fue galardonado con el premio Penn Hills Arts, Music, and Entertainment (PHAME) en reconocimiento de su trabajo de toda la vida.
En 2014, se jubiló de una carrera de 20 años en el área de educación alternativa.

## Historial de bandas
- Medallions
- Von'Ls
- Carvells
- The Igniters
- Jimmy Mack & The Music Factory
- Friends
- Hollywood
- Jaggerz
- Diamond Reo
- Silencers
- Pure Gold
- Igniters (reunited)
- Laurels
- Jimmy Beaumont & The Skyliners
- Dancing in the Street

## Discografía

### Lanzamientos de CD y LP
| Título                   | Grupo               | Etiqueta              | Año  |
| ------------------------ | ------------------- | --------------------- | ---- |
| Jaggerz and Wolfman Jack | Jaggerz             | Wooden Nickel Records | 1973 |
| Come Again               | Jaggerz             | Wooden Nickel         | 1974 |
| Diamond Reo              | Diamond Reo         | Big Tree Records      | 1975 |
| Dirty Diamonds           | Diamond Reo         | Kama Sutra Records    | 1977 |
| Rough Cuts               | Diamond Reo         | Mad Dog               | 1978 |
| Rock and Roll Enforcers  | Silencers           | Precision/CBS         | 1980 |
| Romanic                  | Silencers           | Precision/CBS         | 1982 |
| Collage                  | Pure Gold           | Green Dolphin         | 1998 |
| A Capella Christmas      | Pure Gold           | Collectibles          | 2001 |
| The A Capella Album      | Pure Gold           | Collectibles          | 2004 |
| Forever                  | Pure Gold           | Collectibles          | 2005 |
| 24 Carat Dreams          | Pure Gold           | Green Dolphin         | 2007 |
| Merry Christmas          | Pure Gold           | Green Dolphin         | 2007 |
| Igniters Reunion         | The Igniters        |                       | 2003 |
| Just One More Time       | DT and Some Shakers | DNT Records           | 2011 |

### Sencillos
| Título                                                     | Grupo                            | Etiqueta          | Puesto en los Billboard Top 100 |
| ---------------------------------------------------------- | -------------------------------- | ----------------- | ------------------------------- |
| Baby I Love You / The Hunter Gets Captured by the Game     | Jimmy Mack and the Music Factory | Atlantic          |                                 |
| Gonna Try / So Long Mama                                   | Friends                          | Atlantic          |                                 |
| Let's Talk About Love / I'll Never Forget You              | Jaggerz                          | Kama Sutra        |                                 |
| Ain't That Sad/ Let's talk About Love                      | Jaggerz                          | Kama Sutra        |                                 |
| The Streaker, parts 1 and 2                                | Jaggerz                          | Jaggerz Records   |                                 |
| I Can't Make It Without You / A Certain Girl               | Jaggerz                          | Jaggerz Records   |                                 |
| Don't It Make You Wanna Dance / 2 + 2                      | Jaggerz                          | Wooden Nickel/RCA |                                 |
| Ain't that Peculiar / From Here to Infinity                | Diamond Reo                      | Big Tree Records  | 42                              |
| Rock and Roll Til I Die / I Ain't Buyin'                   | Diamond Reo                      | Big Tree Records  |                                 |
| Work Hard Labour / Sittin' On Top of the Blues             | Diamond Reo                      | Big Tree Records  |                                 |
| Lover Boy / Boys Will Be Boys                              | Diamond Reo                      | Buddah Records    |                                 |
| Mad Dog                                                    | Diamond Reo                      | Buddah Records    |                                 |
| Shiver and Shake / Illegal                                 | The Silencers                    | Precision/CBS     | 89                              |
| Modern Love / Remote Control                               | The Silencers                    | Precision/CBS     |                                 |
| Sidewalk Romeo / One of Those Girls                        | The Silencers                    | Precision/CBS     |                                 |
| Romanic / Cry Tough                                        | The Silencers                    | Precision/CBS     |                                 |
| Please Chase My Christmas Blues/I'm Your Santa Clause Baby | Pure Gold                        | Green Dolphin     |                                 |